# Wilhelm Carlgren (1833–1919)
Wilhelm Mauritz Carlgren, född den 8 december 1833 i Grangärde socken, Kopparbergs län, död den 22 januari 1919 i Härnösands församling, Västernorrlands län,  var en svensk skolman och historiker.

## Biografi
Wilhelm Carlgren var bror till Georg Carlgren och far till Albert Carlgren, Wilhelm Carlgren den yngre samt jägmästaren och skogsvårdschefen Mauritz Carlgren (1883–1949), genom vilken han blev farfar till Matts Carlgren.
Carlgren blev 1860 filosofie magister i Uppsala och var 1865–1905 lektor i historia och latin i Härnösand. 
Han skrev, förutom historiska avhandlingar, den på sin tid uppskattade läseboken Öfversikt af nya historien (3 band, 1889-98).